# Mount Smethurst
Mount Smethurst ist ein markanter Berg im ostantarktischen Enderbyland. Er ragt 5 km nordwestlich des Mount Torckler und 47 km südwestlich des Stor Hånakken auf.
Kartiert wurde er anhand von Luftaufnahmen, die 1956 im Rahmen der Australian National Antarctic Research Expeditions entstanden. Das Antarctic Names Committee of Australia (ANCA) benannte ihn nach Neville Robert Smethurst (* 1935), Leiter der Wilkes-Station im Jahr 1961.